# 유대교의 기원
유대교의 기원은 청동기 시대의 다신교적 고대 셈족 종교들(Ancient Semitic religions), 이들 중 특히 가나안 종교(Canaanite religion)와 히브리 성경 《타나크》의 초기 예언서(네비임)에 나타나는 가나안 신 야훼(Yahweh) 숭배에 있다. 기원전 6~5세기의 바빌론 유수(-幽囚, Babylonian captivity) 동안, 유수(幽囚: 잡아 가둠)에 처한, 즉 자신들이 살던 유대 땅으로부터 바빌론으로 추방된 유대 왕국인들 중 일부는 바빌론에서 일신교 · 선민 사상 · 율법(신의 법칙) · 계약에 대한 기존의 개념과 관념을 재정립하여 후대의 유대 땅을 지배하게 될 신학을 성립하였다.
기원전 5세기부터 기원후 70년까지 이스라엘 민족의 종교는 유대인 디아스포라(Jewish diaspora)의 헬레니즘 유대교(Hellenistic Judaism) 뿐만 아니라 두 번째 성전 유대교(Second Temple Judaism) 시대의 다양한 신학적 학파들로 발전하였다. 이 시대 동안 히브리 성경의 텍스트들은 현존하는 모습으로 개정되었으며, 아마도 또한 이 텍스트들의 정경화가 진행되었던 것으로 보인다. 랍비 유대교(Rabbinic Judaism)가 고대 후기(2~8세기) 중 3~6세기 동안 성립되었다. 즉 히브리 성경의 마소라 본문(Masoretic Text: 자음으로 된 기존 텍스트에 모음을 더한 것)과 탈무드가 이 시대 동안 편찬 또는 성립되었다. 탈무드는 유대교의 율법, 윤리, 철학, 관습 및 역사 등에 대한 랍비의 토론을 담은 유대교의 성전으로 주류 유대교의 중심을 이루는 문헌이다. 탈무드는 기원후 220년 경에 형성된 미슈나와 기원후 500년 경에 형성된 게마라로 구성되어 있다.

## 같이 보기
- 야훼교
- 고대 근동의 종교(Religions of the ancient Near East)
- 고대 셈족 종교(Ancient Semitic religion)
- 성경과 역사(The Bible and history)
- 헬레니즘 종교(Hellenistic religion)
- 유대교와 고대 이집트 종교(Judaism and ancient Egyptian religion)
- 마카베오(Maccabees)
- 기독교의 기원(Origins of Christianity)
- 랍비 유대교의 기원(Origins of Rabbinic Judaism)